# Micro-région de Füzesabony
La micro-région de Füzesabony (en hongrois : füzesabonyi kistérség) est une micro-région statistique hongroise rassemblant plusieurs localités autour de Füzesabony.